# 후군집

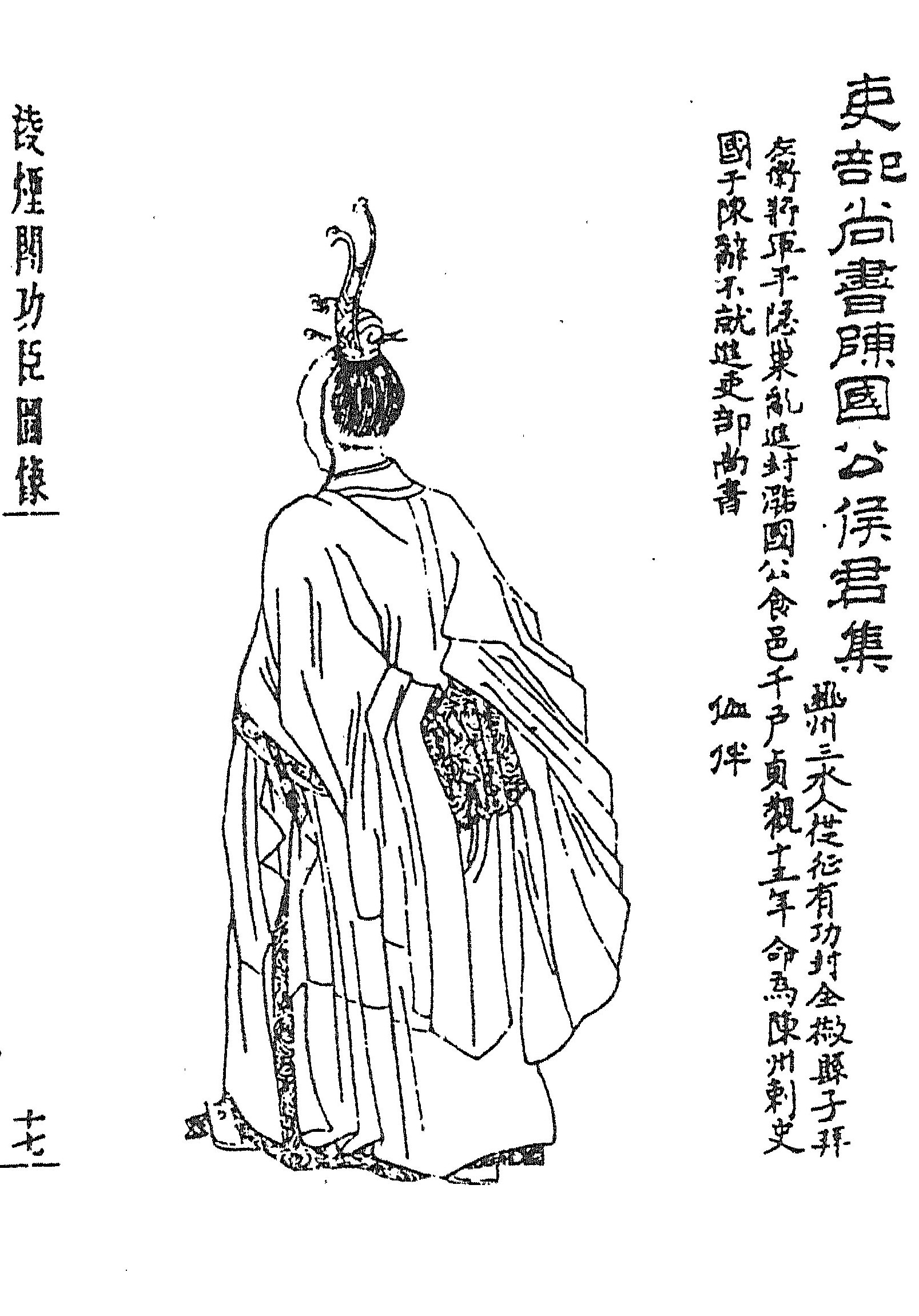
후군집

후군집(중국어: 侯君集, 생년 미상 - 643년 4월 29일)은 중국 당나라의 장군으로 본관은 유주 삼수현(현재의 섬서성 순읍현)이다. 당나라의 능연각 24 공신으로 천거되었다.

## 생애
당나라의 진왕 이세민의 휘하의 장군으로 전쟁이 끝나자 좌려후 차기장군으로 임명되었다가 전초현자에게 봉해졌다. 이세민이 이건성과 이원길을 제거할 계획을 하자, 책략을 제공하였다. 당 태종(이세민)이 즉위하면서, 좌위장군으로 공적을 인정받아 국공에 진봉되어 봉읍 천호를 받았고, 곧 우위대장군에게 임명되었다.

### 티베트 원정
630년, 병부상서가 되어, 조정에 참가했다. 티베트의 유목민족의 나라인 복윤을 토벌하기 위해, 이정이 서해도 행군대총관이 되었고, 후군집은 그 휘하의 적석도교군총관이 되었다. 635년 3월, 당군이 선주에 이르자 후군집은 「우리 대군이 도착했는데, 적은 아직 멀리 도망치지 못해고 있습니다. 정예를 보내 급히 추격하면, 그들은 우리들을 두려워해 반드시 승리할 수 있습니다. 그러나 이렇게 하지 않으면, 적이 험준한 산악으로 도망쳐 토벌이 어렵습니다」라고 이정에게 건의하였다. 이정은 후군집의 책략을 받아들여, 정예를 선택해 추격을 하였다. 이도종이 복윤의 군대를 고산에서 격파했다. 복윤이 강변으로 도주하자 이정은 군사를 둘로 나눠 이정과 설만균, 이대량은 북로로 추격하고, 후군집과 이도종은 남로로 추격했다. 후군집은 파나진곡을 거쳐, 한고산을 넘어 2천 여리의 성수강을 지나 어백해에 이르기까지 연전연승 했다. 북쪽으로 쌓은 돌산을 바라봐, 황하의 하원까지 나왔다. 군대를 돌려 이정과 대비강에서 합류해, 티베트의 유목민족의 나라를 평정해 개선했다.
637년, 진주자사로 임명되어, 진국공에 봉해졌다. 638년, 이부상서가 되었고, 광녹대부의 자리를 겸하였다. 티베트이 송주를 포위했을 때, 후군집은 당미도 교군대총관이 되어, 티베트를 공격했다.

### 가오창 원정
639년, 가오창 왕 국문태가 서역의 통상로를 차단하자, 태종이 국문태에 입조를 재촉했지만, 국문태는 병을 핑계로 오지 않았다. 당은 후군집을 교하도교군대총관으로 임명하고 가오창을 토벌하게 했다. 640년 당군이 적구에 도착했을 때, 국문태는 사망하고 그 아들 국지성이 가오창 왕을 잇고 있었다. 후군집이 유곡에 이르렀을 때, 국문태의 장례식 때문에, 가오창의 국민이 모두 집결하고 있는 것을 후기가 보고했다. 여러 장군들은 습격을 건의하였지만, 후군집은 거절하며 「천자는 가오창이 오만무례하여 나에게 천벌을 대행시켰다. 지금 상중에 있는 사람들을 공격한다면, 죄를 묻는 스승이 되지 못한다」라고 대답했다. 후군집은 북을 울려 시위하면서 진군했지만, 가오창의 사람들은 농성전을 벌였다. 후군집은 그들을 회유하려고 했지만, 항복을 거부하자 대량의 공성기를 동원하여 투석차로 돌을 날려 성을 함락하였다. 그리고 진격을 계속해 가오창의 수도를 포위하였다. 국지성은 서돌궐의 원군이 없는 것을 알자, 문을 열어 항복을 하였다. 후군집은 군사를 나누어 가오창의 평정하면서, 비석에 그 무공을 새기게 했다. 국지성과 그 부하들을 포로로 잡아 장안으로 개선했다.

## 최후
후군집이 가오창을 함락한 후 죄없는 사람들을 노예로 전락시켜 나눠주었고, 사적으로 보물과 여자를 취하였다. 휘하 장수들도 이것을 알고, 경쟁하듯 약탈을 하였다. 후군집은 후환이 두렵긴 했지만, 굳이 말리지는 않았다. 그러나 장안에서 관리가 그 죄를 주상하자, 조사를 받고 감옥에 갇혔다. 중서시랑 잠문본은 한나라의 이광리나 진탕의 예를 들어 후군집의 죄를 사하는 상소를 올렸고 태종은 후군집을 석방하였다.
643년, 황태자 이승건이 폐위를 두려워해 후군집에게 누명을 씌웠고, 이에 불만을 품은 후군집은 반란을 획책하다가 그 해 2월에 발각되어 체포되었다. 태종은 후군집의 공적을 생각하여 덮어두고 싶었지만, 신하들은 집요한 상소로 태종은 부득이 처형을 결정하고 4월에 집행되하였다.

## 같이 보기
- 가오창
- 당 태종